# Anoikis

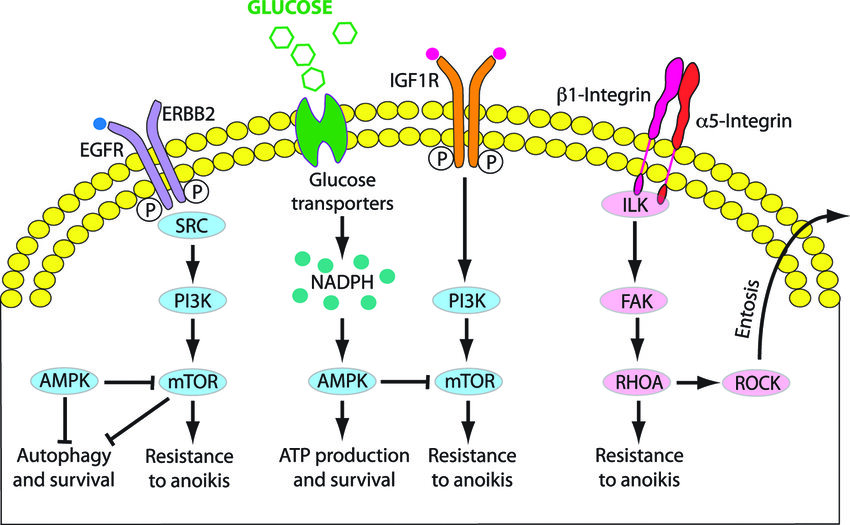
Resistentie mechanismen tegen anoikis

Anoikis is specifieke vorm van geprogrammeerde celdood die optreedt in verankeringsafhankelijke cellen wanneer ze zich losmaken van de omringende extracellulaire matrix (ECM). Wanneer de integrinen van de cel niet langer gekoppeld zijn aan eiwitten in deze matrix zenden ze een signaal van celdood uit. Normaal gesproken blijven cellen dicht bij het weefsel waartoe ze behoren, omdat de communicatie tussen proximale cellen en tussen cellen en ECM essentiële signalen levert voor groei of overleving. Wanneer cellen worden losgemaakt van de ECM, gaat de normale cel-matrix-interactie verloren en kunnen ze anoikis ondergaan. Uitgezaaide tumorcellen kunnen echter uit de anoikis ontsnappen en andere organen binnendringen.

## Bij uitzaaiingen
Het mechanisme waarmee binnendringende tumorcellen het anoikis-proces overleven, blijft grotendeels onbekend. Recente bevindingen suggereren dat het eiwit TrkB, vooral bekend om zijn rol in het zenuwstelsel, betrokken zou kunnen zijn samen met zijn ligand, van de hersenen afkomstige neurotrofe factor (BDNF). Het lijkt erop dat TrkB tumorcellen resistent kan maken tegen anoikis door de signaalcascade van fosfatidylinositol 3-kinase (PI3K) te activeren. Bij het plaveiselcelcarcinoom hebben onderzoekers ontdekt dat resistentie tegen anoikis kan worden geïnduceerd door de hepatocytgroeifactor (HGF) die zowel extracellulaire signaalreceptorkinase (ERK) als PI3K activeert.
Met behulp van een nieuwe screeningstest met hoge doorvoer toonden Mawji et al. aan dat anisomycine metastatische epitheelcellen kan sensibiliseren voor anoikis en de implantatie van circulerende tumorcellen in vivo kan verminderen. Anisomycine bereikte deze anti-metastatische activiteit gedeeltelijk door de overvloed aan het doodreceptor-remmende eiwit FLIP (c-Fas–associated death domain–like interleukin-1–converting enzyme–like inhibitory protein) te verminderen. In gerelateerd werk toonde het team van Schimmer aan dat FLIP-niveaus hoger zijn in metastatische cellen dan niet-metastatische cellen, en dat het verminderen van FLIP-niveaus met behulp van RNAi (RNA-interferentie) of andere kleine molecuulremmers van FLIP metastatische cellen gevoelig kan maken voor anoikis. Gegeven dat FLIP een remmer is van anoikis, en dat het verminderen van FLIP metastatische cellen gevoelig kan maken voor anoikis, veronderstellen Mawji et al. dat FLIP-reductie een haalbare therapeutische strategie kan zijn tegen metastasen van kanker.
Kankercellen ontwikkelen anoikis-resistentie door verschillende mechanismen, waaronder veranderingen in integrine- en matrixsignalering, metabolische deregulering en stressreacties van kankercellen. Eén belangrijk mechanisme dat kankercellen onafhankelijk maakt van weefseladhesie is ontregeling van het reactiepadnetwerk dat transcriptiefactor NF-κB controleert.